# Gemeindehaus der Christuskirche (Dresden-Strehlen)

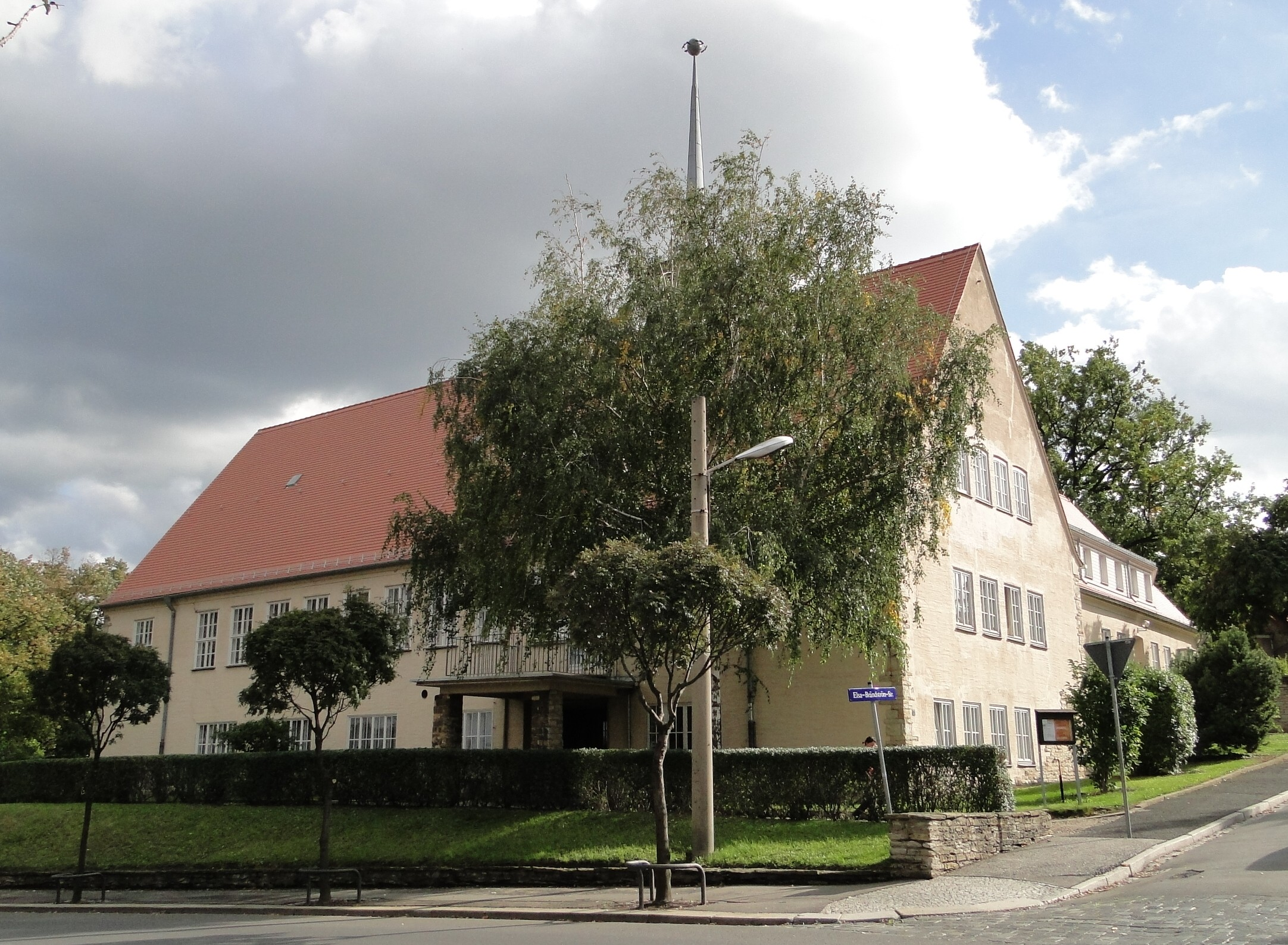
Das Gemeindehaus der Christuskirche in Dresden-Strehlen von der Christuskirche aus

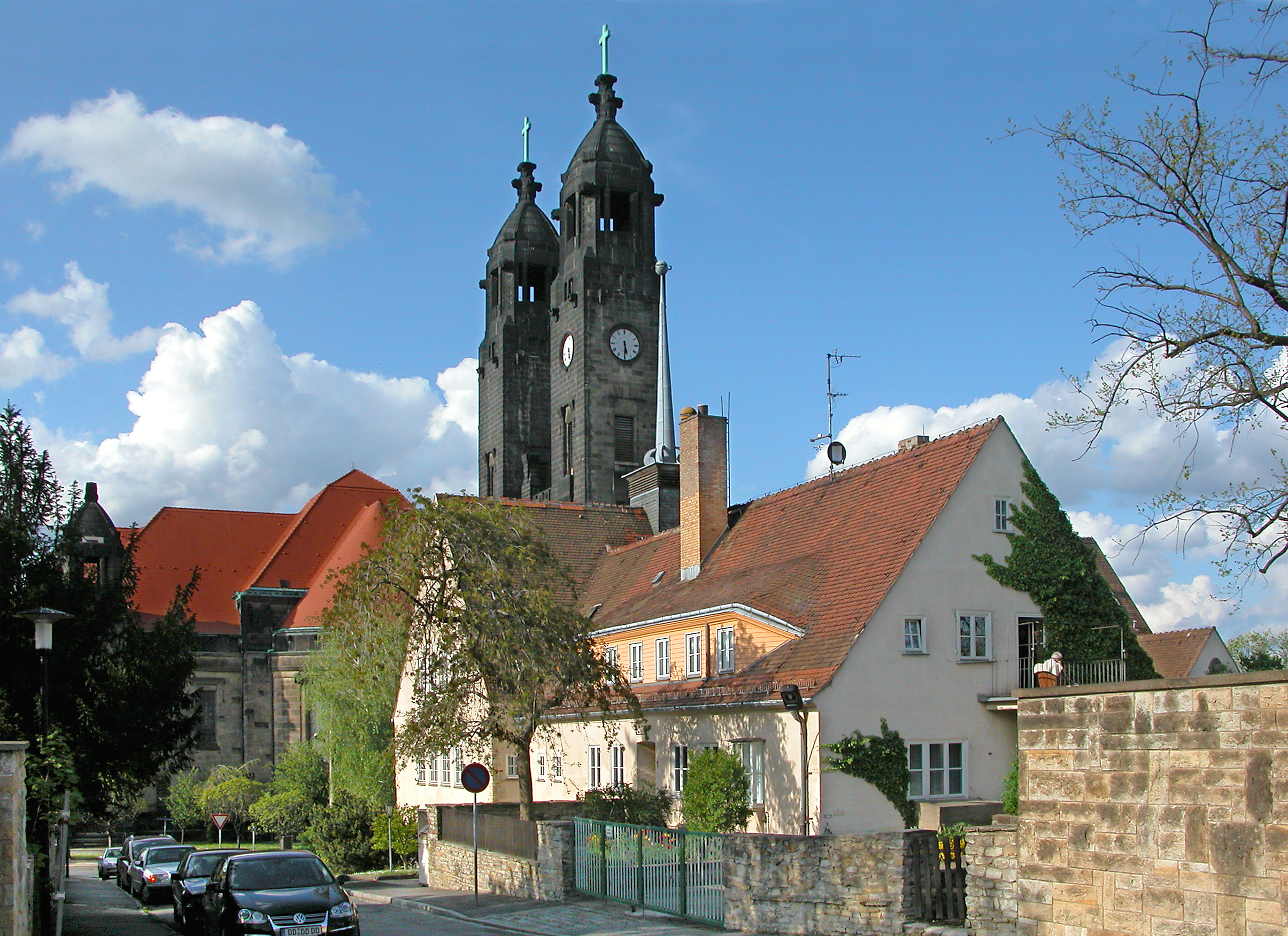
Nebenflügel des Gemeindehauses an der Elsa-Brändström-Straße

Das Gemeindehaus der Christuskirche in Dresden-Strehlen an der Elsa-Brändström-Str. 1 ist ein 1935/1937 nach Plänen von Heinz Arnold Götze errichtetes Gemeindehaus für die evangelische Gemeinde der Christuskirche. Der denkmalgeschützte Bau gehört neben der Hoffnungskirche und der Kirche St. Hubertus zu den wenigen kirchlichen Bauten in Dresden, die zwischen 1933 und 1945 errichtet wurden.

## Geschichte
Die Christusgemeinde in Strehlen besaß zwar die 1903 bis 1905 erbaute Christuskirche, doch fehlte es ihr an einem Gemeindehaus. Erst 1934 konnte dazu ein Wettbewerb ausgeschrieben werden, den der Architekt Heinz Arnold Götze gewann. Dieser erstellte von 1935 bis 1937 ein Gemeindehaus, das in seiner Architektur „heimatverbunden“ war und sich dem „traditionellen ländlichen Bauen“ verpflichtet fühlte. Das Gebäude besteht aus einem breiten Hauptflügel gegenüber der Christuskirche sowie einem rechtwinklig dazu angeordneten Nebenflügel an der heutigen Elsa-Brändström-Straße. Im Hauptflügel sind Verwaltungs- und Gemeinderäume sowie ein 400 Personen fassender Saal mit Bühne und Empore eingeordnet, im Nebenflügel Dienstwohnungen. Architektonische Kennzeichen des Bauwerks sind ein schlichter zurückhaltender Stil, die ruhige Gesamtform, der helle Putz und der Bruchsteinsockel. Der Haupteingang erhielt einen überdachten Vorbau aus Bruchsteinmauerwerk, darüber befindet sich der spitze Turm.  Bemerkenswert ist auch die Turmkugel, bestehend aus einer Weltkugel mit vier Fähnchen, die von oben oder unten betrachtet ein Hakenkreuz um die Weltkugel ergeben. Diese Symbolik stammt aus der Lehre der Deutschen Christen, welche die Gemeinde damals dominierten und die „Einheit von Christenkreuz und Hakenkreuz“ verwirklichen wollten. Die Innenwände, Decken und das Interieur sind aus verschiedenen Holzarten gestaltet.
Nach der Zerstörung Dresdens 1945 und der Lösung der Gemeinde von ihrer Vergangenheit wurde der Saal ein wichtiges Kulturzentrum für Dresden insgesamt und Auftrittsort für verschiedenste Künstler. Die Beschränkung auf eine gemeindeeigene Nutzung erfolgte erst wieder in den 1990er Jahren.